# 이주환 (1967년)
이주환(李周桓, 1967년 8월 20일~)은 대한민국의 기업인, 정치인이며, 제21대 국회의원을 역임했다. 본관은 안성이다.

## 학력
- 1973~1979 성남국민학교 졸업
- 1979~1982 금성중학교 졸업
- 1982~1985 금성고등학교 졸업
- 1985~1992 동국대학교 경제학 학사
- 1993~1995 롱아일랜드대학교 경영대학원 경영학 석사
- 2008~2010 한국해양대학교 대학원 박사과정 수료

## 경력
- 2002~2006: 동주대학교 호텔관광경영학부 마케팅 겸임교수
- 2003~2020.05: 서호도시개발 대표이사
- 2004: BBS부산중고등학교 운영위원회 이사
- 2004: 부산 근육장애인재활협회 홍보대사
- 2005: 한나라당 미래정치대학원 3기 수료
- 2006: 부산대학교 행정대학원 최고관리자과정 39기 수료
- 2006: 부산영상포럼 자문위원
- 2006~2020.12: 연제이웃사랑회 정회원
- 2006~2007.01: 한나라당 부산광역시당 디지털정당위원회 부위원장
- 2006: 민주평화통일자문회의 자문위원
- 2006~2011: 한국자유총연맹 연제구지부 지부장
- 2007~2011: 한나라당 부산광역시당 청년위원회 위원장
- 2007.10~2007.12: 제17대 대통령선거 한나라당 이명박 후보 부산 선거대책위원회 청년본부 부본부장
- 2008.01~2009: 한나라당 전국 청년위원장 협의회 회장
- 2010.07~2014.06: 제6대 부산광역시의회 의원(초선, 연제구 제1선거구)
  - 2010.07~2012.06: 제6대 부산광역시의회 전반기 기획재경위원회 위원
  - 2012.07~2014.06: 제6대 부산광역시의회 후반기 기획재경위원회 부위원장
- 2013.07~2015.06: 민주평화통일자문회의 부산지역회의 연제구협의회 회장
- 2015.07~2020.12: 연제문화원 이사
- 2015.08~2020.12: 한국자유총연맹 부산시지부 부회장
- 2017.11: 여의도연구원 지역발전위원장
- 2018.01~2020.01: 자유한국당 부산광역시당 연제구 당협위원회 위원장
- 2018.02~2019.02: 자유한국당 부산광역시당 대변인
- 2019.02~2020.07: 자유한국당→미래통합당 부산광역시당 수석대변인
- 2020.05~2020.09: 미래통합당 원내부대표
- 2020.06~2020.09: 미래통합당 미래산업일자리특별위원회 위원
- 2020.07~2020.09: 미래통합당 소상공인 살리기 특별위원회 위원
- 2020.09~2021.04: 국민의힘 원내부대표
- 2020.09~2024.01: 국민의힘 부산광역시당 연제구 당협위원회 위원장
- 2020.09: 국민의힘 미래산업일자리특별위원회 위원
- 2020.09: 국민의힘 소상공인 살리기 특별위원회 위원
- 2020.10: 국민의힘 정책위원회 정부정책 감시 특별위원회 위원
- 2021.03~2021.04: 국민의힘 부산시당 4.7 부산시장 보궐선거 선거대책위원회 소상공인주권찾기특위 위원장
- 2021.05~2021.06: 국민의힘 전당대회 선거관리위원회 위원
- 2021.11: (사)대한민국독립유공자추모기념사업회 상임고문
- 2021.12~2022.01: 국민의힘 선거대책위원회 조직총괄본부 부산울산경남본부장
- 2021.12~2022.01: 국민의힘 선거대책위원회 종합지원총괄본부 유세지원본부 단장
- 2022.01~2022.03: 국민의힘 부산 살리는 선거대책위원회 내일을 생각하는 부산 청년위원회 위원장 겸 소상공인주권찾기특별위원장
- 2022.01~2022.03: 국민의힘 제20대 대통령 선거 선거대책본부 조직본부 부산·울산·경남본부장
- 2022.02~2022.03: 국민의힘 제20대 대통령 선거 선거대책본부 유세본부 총괄유세단장
- 2022.04~2022.05: 제20대 대통령직인수위원회 외교안보분과 2030부산엑스포유치TF 연구위원
- 2022.05~2022.06: 국민의힘 제8회 지방선거 부산 선거대책위원회 조직본부장(여성·청년·직능·부정선거대책단 총괄)
- 2022.07~2023.09: 국민의힘 부산시당 수석대변인
- 2022.10: 국민의힘 중앙연수원 부원장
- 2023.05: 국민의힘 노동개혁특별위원회 위원
- 2023.05: 국민의힘 일본 후쿠시마 원전 오염수 방류와 관련한 검증 태스크포스 위원
- 2023.09: 국민의힘 부산시당 부산행복연구원장
- 2024.01~2024.04: 국민의힘 부산시당 22대 총선 공약개발단 총괄부단장

### 의정 활동
- 2020.05~2024.05: 제21대 국회의원(부산 연제구, 미래통합당→국민의힘, 초선)
  - 2020.07~2022.05: 제21대 국회 전반기 산업통상자원중소벤처기업위원회 위원
    - 제21대 국회 전반기 산업통상자원중소벤처기업위원회 산업통상자원특허소위원회 위원
    - 제21대 국회 전반기 산업통상자원중소벤처기업위원회 예산결산소위원회 위원

  - 2020.07~2024.05: 대한민국 미래혁신포럼 구성의원
  - 2020.07~2024.05: 국회 대중문화 미디어 연구회 구성의원
  - 2020.07~2024.05: 국회 포스트코로나 경제연구포럼 구성의원
  - 2022.01~2023.12: 제21대 국회 2030 부산세계박람회 유치지원 특별위원회 위원
  - 2022.07~2024.05: 제21대 국회 후반기 환경노동위원회 위원
    - 제21대 국회 후반기 환경노동위원회 환경법안심사소위원회 위원
    - 제21대 국회 후반기 환경노동위원회 예산결산기금심사소위원회 위원장
    - 제21대 국회 후반기 환경노동위원회 예산결산기금심사소위원회 위원

  - 2022.07~2022.11: 제21대 국회 후반기 예산결산특별위원회 위원
  - 2023.02~2024.05: 제21대 국회 기후위기 특별위원회 위원

## 전과
- 도로교통법위반(음주운전): 벌금 1,000,000원 - 2007년 10월 1일 선고[1]

## 역대 선거 결과
|  | 49.64% |

|  | 50.95% |

## 같이 보기
- 연제구 (선거구)
- 부산 연제구의 국회의원